# Уильям Валшер
Уильям Валшер (или Уильям Валкер; англ. William Walcher; умер 14 мая 1080) — епископ Даремский (с 1071 года) и граф Нортумбрии (с 1075 года), ставленник Вильгельма I Завоевателя и первый князь-епископ Даремского палатината.

## Биография
Уильям (или Вильгельм) Валшер служил священником в Лотарингии, когда король Вильгельм I Завоеватель пригласил его в Англию для замещения поста епископа Дарема. В 1071 году он был рукоположён в сан епископа, став таким образом первым норманном, занявшим Даремскую кафедру после завоевания Англии и «Опустошения Севера» в 1069—1071 годах. В начале пребывания на посту епископа Валшер тесно сотрудничал с графом Нортумбрии Вальтеофом, однако после восстания последнего в 1075 году Валшер выкупил у короля титул графа, соединив в своих руках светскую и духовную власть в Англии к северу от Тиса. Впоследствии это стало основой для складывания особого статуса епископа Даремского и формирования автономного Даремского палатината.
В качестве епископа Валшер активно поощрял монашеское движение и стремился ввести монахов в состав Даремского капитула. Однако будучи, по признанию современников, благочестивым, он не отличался качествами государственного деятеля. По свидетельству Симеона Даремского, рыцари из окружения епископа безнаказанно разоряли и иногда убивали местных жителей — англосаксов. Когда в 1079 году в Северную Англию вторглись шотландцы, епископу не удалось организовать сколь-либо эффективного отпора: войска шотландского короля Малькольма III в течение трёх недель разоряли Нортумберленд, а затем беспрепятственно отошли за границу.
Одним из советников епископа был Лигульф из Ламли, потомок древнего берницийского рода, что обеспечивало преемство правления Валшера в Нортумбрии англосаксонским традициям. Однако в 1080 году Лигульф был убит одним из людей епископа. Это вызвало волнения в Нортумбрии. Для успокоения местного населения Валшер предпринял поездку в Гейтсхед на переговоры с родственниками Лигульфа. Епископа сопровождало около сотни норманнов. После того, как Валшер отверг требования англосаксов, его отряд был атакован. Епископ попытался укрыться в церкви, но был убит при выходе из неё, когда церковь подожгли. Убийство Валшера стало толчком к восстанию англосаксов Северной Англии, последнему крупному выступлению коренного населения после нормандского завоевания. Мятеж был жестоко подавлен войсками епископа Байё Одо, а Нортумбрия вновь разорена.
После смерти Валшера Нортумбрия была разделена: земли к северу от Тайна образовали светское графство Нортумберленд, а территория от Тиса до Тайна была закреплена за епископами Дарема, ставшими таким образом светскими правителями автономного княжества — палатината Дарем. Преемником Валшера на посту епископа Даремского стал Вильгельм де Сен-Кале, впоследствии — один из ближайших соратников короля Вильгельма II.